# Etermax
Etermax (capitalizado como etermax) es una compañía internacional de tecnología de entretenimiento. Fundada en Argentina en 2009, cuenta con un equipo global distribuido en Buenos Aires, Montevideo, Berlín, São Paulo, Ciudad de México y Bogotá. 

## Historia
etermax es una compañía de tecnología de entretenimiento con más de una década de trayectoria. Fue fundada en 2009 por Maximo Cavazzani, a sus 22 años, mientras cursaba su carrera de Ingeniería Informática en ITBA. La sede principal está ubicada hasta la actualidad en el barrio de Villa Urquiza, en la ciudad de Buenos Aires. 
En sus inicios, Cavazzani detectó un incipiente mercado en aplicaciones móviles que lo llevó a desarrollar iStockManager, la primera aplicación para comprar y vender acciones para iOS. La app fue adquirida por TD Ameritrade, uno de los brokers líderes de Estados Unidos, permitiendo que la empresa adquiriera fortaleza financiera para crecer. Ya con solidez y solvencia del negocio, la compañía apuntó a llegar directo al consumidor, sin intermediarios, a través de la industria de los videojuegos. 
En 2011, etermax desarrolla su primer juego móvil, Apalabrados (Word Crack), el juego social de palabras más longevo de Latinoamérica, consagrándose en varios países, principalmente en España, donde llega a estar instalado en 1 de cada 2 teléfonos inteligentes. Apalabrados sigue vigente luego de 10 años, a la vez que cuenta con propuestas offline como juegos de mesa y merchandising.  
En 2013, etermax lanza el juego de trivia Preguntados (Trivia Crack), ahora convertido en una plataforma de conocimiento interactivo basado en trivia. Hace más de 10 años, Preguntados invita a millones de personas en más de 180 países y 34 idiomas a conocer más del mundo que les rodea a través de contenido impulsado por la comunidad en una amplia gama de plataformas, desde juegos de mesa hasta tecnologías de vanguardia como tecnología vestible y realidad virtual. 
En 2014 la empresa se establece en Montevideo, Uruguay, donde comienza a desarrollar un nuevo estudio de videojuegos. Actualmente, la sede cuenta con equipos integrados enfocados en áreas de tecnología, innovación y desarrollo, contenido y performance, entre otros. 
En 2018, la compañía anuncia la apertura de una nueva división de negocios, etermax Brand Gamification (previamente lanzada como flame by etermax), enfocada en extender las soluciones y servicios de publicidad y marketing alrededor del universo de videojuegos para marcas, anunciantes y agencias. También crea un nuevo equipo comercial en México para continuar con su crecimiento regional. 
Ese mismo año, etermax inaugura un nuevo estudio en Berlín, Alemania. La apertura de esta nueva sede en Europa promovió la mezcla de culturas y el trabajo colaborativo de manera internacional.
Un año más tarde, la empresa continúa expandiéndose y se establece, con su negocio de Brand Gamification, en Brasil.
Durante 2019, etermax adquiere la firma Cognitiva para desarrollar su área B2B de innovación para empresas y en 2020 nace su división enfocada en inteligencia artificial, etermax AI Labs.
Con el objetivo de potenciar su tecnología para la compra/venta de publicidad en Gaming y establecerse como referente de AdTech desde América Latina, durante 2020 adquiere Performash4, empresa especializada en publicidad display y soluciones de video multiplataforma. Ese mismo año etermax realiza un cambio de marca gràficos.  
Para el 2021, etermax establece una oficina comercial de su división Brand Gamification en Bogotá, Colombia. También amplía su portfolio de experiencias gamificadas con una extensión interactiva para hosts y streamers de trivia, Trivia Crack para Twitch, e incorpora su experiencia en desarrollo de realidad aumentada a sus propuestas de juegos de mesa físicos de Preguntados, lanzando Preguntados AR. 
En 2022, etermax desarrolla una alianza que permitió el lanzamiento del primer show de trivia interactiva de Netflix bajo el nombre de Trivia Quest.  
En 2023, la empresa invita a los usuarios a ser Smarter Together.